# Liste der Pässe in Österreich
Dies ist eine Liste der Gebirgspässe und Talpässe in Österreich.
| Passname                                 | Passhöhe m ü. A. | Bundesland / Staat                      | Verbindung zwischen                              | Ausbau                                          | Koordinaten           | Bild                         |
| ---------------------------------------- | ---------------- | --------------------------------------- | ------------------------------------------------ | ----------------------------------------------- | --------------------- | ---------------------------- |
| Alpl                                     | 1099             | Steiermark, A                           | Krieglach – St. Kathrein am Hauenstein           | Straße                                          | 47° 30′ N, 015° 38′ O | Alpl                         |
| Ammersattel                              | 1118             | Bayern, D – Tirol, A                    | Ettal (D) – Reutte (A)                           | Straße                                          | 47° 32′ N, 010° 53′ O | Ammersattel                  |
| Annaberg                                 | 0976             | Niederösterreich, A                     | Josefsberg – Türnitz                             | Straße                                          | 47° 52′ N, 015° 23′ O | Annaberg                     |
| Arlberg                                  | 1793             | Tirol – Vorarlberg, A                   | St. Anton am Arlberg – Stuben                    | Straße Eisenbahn-BT Schnellstraßen-BT           | 47° 08′ N, 010° 13′ O | Arlberg                      |
| Ascher                                   | 0740             | Niederösterreich, A                     | Puchberg am Schneeberg – Pernitz                 | Straße                                          | 47° 49′ N, 015° 56′ O | Ascher                       |
| Bielerhöhe (Silvretta-Hochalpenstraße)   | 2032             | Vorarlberg – Tirol, A                   | Galtür – Partenen                                | Straße                                          | 46° 55′ N, 010° 06′ O | Bielerhöhe                   |
| Brennerpass                              | 1374             | Tirol, A – Südtirol, I                  | Gries am Brenner – Sterzing                      | Straße Autobahn Eisenbahn Eisenbahn-BT (im Bau) | 47° 00′ N, 011° 30′ O | Brennerpass                  |
| Buchauer Sattel                          | 0861             | Steiermark, A                           | Weng im Gesäuse – Sankt Gallen                   | Straße                                          | 47° 37′ N, 014° 31′ O | Buchauer Sattel              |
| Buchener Höhe                            | 1256             | Tirol, A                                | Leutasch – Telfs/Seefeld                         | Straße                                          | 47° 20′ N, 011° 07′ O | Buchener Höhe                |
| Dientner Sattel                          | 1342             | Salzburg, A                             | Lend – Bischofshofen                             | Straße                                          | 47° 23′ N, 013° 03′ O | Dientner Sattel              |
| Eibeggsattel                             | 1001             | Steiermark, A                           | Allerheiligen im Mürztal – St. Jakob bei Mixnitz | Straße                                          | 47° 25′ N, 015° 27′ O | Eibeggsattel                 |
| Eisentalhöhe (Nockalmstraße)             | 2049             | Kärnten, A                              | Innerkrems – Schiestelscharte                    | Straße                                          | 46° 56′ N, 013° 46′ O | Eisentalhöhe                 |
| Erbsattel                                | 0671             | Steiermark, A                           | Großreifling – Sankt Gallen                      | Straße                                          | 47° 39′ N, 014° 40′ O |                              |
| Faschinajoch                             | 1486             | Vorarlberg, A                           | Mellau – Sonntag                                 | Straße                                          | 47° 16′ N, 009° 54′ O | Faschinajoch                 |
| Feistritzsattel                          | 1298             | Niederösterreich – Steiermark, A        | Trattenbach – Feistritzwald                      | Straße                                          | 47° 34′ N, 015° 52′ O | Feistritzsattel              |
| Fernpass                                 | 1215             | Tirol, A                                | Nassereith – Ehrwald                             | Straße                                          | 47° 22′ N, 010° 50′ O | Fernpass                     |
| Filzensattel                             | 1291             | Salzburg, A                             | Dienten – Maria Alm                              | Straße                                          | 47° 24′ N, 013° 00′ O | Filzensattel                 |
| Finstermünzpass                          | 1186             | Tirol, A                                | Pfunds – Nauders                                 | Straße                                          | 46° 55′ N, 010° 29′ O |                              |
| Flattnitzer Höhe                         | 1400             | Kärnten, A                              | Flattnitz                                        | Straße                                          | 46° 57′ N, 014° 02′ O | Flattnitzer Höhe             |
| Flexenpass                               | 1773             | Vorarlberg, A                           | Stuben – Lech am Arlberg                         | Straße                                          | 47° 09′ N, 010° 10′ O | Flexenpass                   |
| Furkajoch                                | 1759             | Vorarlberg, A                           | Laterns – Damüls                                 | Straße                                          | 47° 16′ N, 009° 50′ O | Furkajoch                    |
| Gaberl                                   | 1547             | Steiermark, A                           | Köflach – Weißkirchen in Steiermark              | Straße                                          | 47° 06′ N, 014° 55′ O | Gaberl                       |
| Gaichtpass                               | 1093             | Tirol, A                                | Weißenbach am Lech – Tannheimertal               | Straße                                          | 47° 27′ N, 010° 37′ O | Gaichtpass                   |
| Gailbergsattel                           | 0981             | Kärnten, A                              | Oberdrauburg – Kötschach-Mauthen                 | Straße                                          | 46° 43′ N, 012° 58′ O | Gailbergsattel               |
| Gerichtsberg                             | 0581             | Niederösterreich, A                     | Hainfeld – Kaumberg                              | Straße (- Eisenbahn)*                           | 48° 02′ N, 015° 51′ O | Gerichtsberg                 |
| Gerlospass                               | 1531             | Salzburg – Tirol, A                     | Krimml – Gerlos                                  | Straße                                          | 47° 15′ N, 012° 07′ O | Gerlospass                   |
| Gollersattel                             | 790              | Steiermark, A                           | Gutenberg an der Raabklamm – Arzberg             | Straße                                          | 47° 14′ N, 015° 33′ O | Gollersattel                 |
| Grießenpass                              | 0975             | Tirol – Salzburg, A                     | Fieberbrunn – Leogang                            | Straße Eisenbahn                                | 47° 27′ N, 012° 38′ O | Grießenpass                  |
| Griffner Berg                            | 0708             | Kärnten, A                              | Griffen – Sankt Andrä                            | Straße                                          | 46° 44′ N, 014° 45′ O | Griffner Berg                |
| Gschaid                                  | 0807             | Steiermark, A                           | Birkfeld – Pöllau                                | Straße                                          | 47° 20′ N, 015° 45′ O | Gschaid                      |
| Pass Gschütt                             | 0957             | Salzburg – Oberösterreich, A            | Russbach – Gosau                                 | Straße                                          | 47° 35′ N, 013° 30′ O | Pass Gschütt                 |
| Hafnerberg                               | 0478             | Niederösterreich, A                     | Altenmarkt an der Triesting – Alland             | Straße                                          | 48° 01′ N, 016° 01′ O | Hafnerberg                   |
| Hahntennjoch                             | 1903             | Tirol, A                                | Boden – Imst                                     | Straße                                          | 47° 17′ N, 010° 39′ O | Hahntennjoch                 |
| Hals                                     | 0662             | Niederösterreich, A                     | Pernitz – Pottenstein                            | Straße                                          | 47° 56′ N, 015° 59′ O | Hals                         |
| Haselrast                                | 0778             | Niederösterreich, A                     | Rohr im Gebirge – Gutenstein                     | Straße                                          | 47° 54′ N, 015° 48′ O | Haselrast                    |
| Hebalm                                   | 1420             | Steiermark – Kärnten, A                 | Kloster – Preitenegg                             | Straße                                          | 46° 55′ N, 015° 02′ O | Hebalm                       |
| Hengstlsattel                            | 0517             | Niederösterreich, A                     | Pressbaum – Klausen-Leopoldsdorf                 | Straße                                          | 48° 08′ N, 016° 03′ O | Hengstlsattel                |
| Hengstpass                               | 0985             | Steiermark – Oberösterreich, A          | Altenmarkt – Windischgarsten                     | Straße                                          | 47° 42′ N, 014° 28′ O | Hengstpass                   |
| Hirschegger Sattel                       | 1543             | Steiermark, A                           | Feistritz – Hirschegg                            | Straße (tw. unbefestigt)                        | 47° 04′ N, 014° 52′ O | Hirschegger Sattel           |
| Hocheggersattel                          | 1318             | Steiermark, A                           | Oberwölz – Oberzeiring                           | Straße                                          | 47° 14′ N, 014° 21′ O | Hocheggersattel              |
| Hochrindl                                | 1617             | Kärnten, A                              | Ebene Reichenau – Sirnitz                        | Straße                                          | 46° 52′ N, 014° 00′ O | Hochrindl                    |
| Hochtannbergpass                         | 1697             | Vorarlberg, A                           | Schröcken – Warth                                | Straße                                          | 47° 16′ N, 010° 08′ O | Hochtannbergpass             |
| Hochtor (Großglockner-Hochalpenstraße)   | 2504             | Salzburg – Kärnten, A                   | Ferleiten – Heiligenblut                         | Straße-ST                                       | 47° 05′ N, 012° 51′ O | Großglockner-Hochalpenstraße |
| Holzleitensattel                         | 1119             | Tirol, A                                | Nassereith – Obsteig                             | Straße                                          | 47° 18′ N, 010° 54′ O | Holzleitensattel             |
| Iselsberg                                | 1209             | Tirol, A - Kärnten, A                   | Lienz – Winklern                                 | Straße                                          | 46° 51′ N, 012° 51′ O | Iselsberg                    |
| Josefsberg                               | 1012             | Niederösterreich, A                     | Annaberg – Mitterbach                            | Straße                                          | 47° 51′ N, 015° 19′ O | Passhöhe Josefsberg          |
| Kartitscher Sattel                       | 1525             | Osttirol, A                             | Kartitsch – Obertilliach                         | Straße                                          | 46° 43′ N, 012° 32′ O | Kartitscher Sattel           |
| Katschberg                               | 1641             | Salzburg – Kärnten, A                   | St. Michael im Lungau – Gmünd                    | Straße Autobahn-T                               | 47° 04′ N, 013° 37′ O | Katschberg                   |
| Kernhofer Gscheid                        | 0970             | Niederösterreich, A                     | Terz – Kernhof                                   | Straße                                          | 47° 50′ N, 015° 29′ O | Kernhofer Gscheid            |
| Kerschbaumer Sattel                      | 0714             | Jihočeský kraj, CZ – Oberösterreich, A  | Dolní Dvořiště – Freistadt                       | Straße                                          | 48° 35′ N, 014° 29′ O | Kerschbaumer Sattel          |
| Kerschbaumer Sattel                      | 1111             | Tirol, A                                | Reith im Alpbachtal – Hart im Zillertal          | Straße                                          | 47° 23′ N, 011° 53′ O | Kerschbaumer Sattel          |
| Klachauer Höhe                           | 833              | Steiermark, A                           | Bad Mitterndorf – Irdning                        | Straße                                          | 47° 33′ N, 014° 01′ O |                              |
| Klammljoch                               | 2288             | Südtirol, I – Tirol, A                  | Sand in Taufers – Sankt Jakob in Defereggen      | Straße (KFZ Sperre)                             | 46° 59′ N, 012° 08′ O | Klammljoch                   |
| Kleiner Semmering                        | 0463             | Niederösterreich, A                     | Wolfsgraben – Breitenfurt                        | Straße                                          | 48° 09′ N, 016° 08′ O | Kleiner Semmering            |
| Klippitztörl                             | 1642             | Kärnten, A                              | Lölling Graben – Bad St. Leonhard                | Straße                                          | 46° 56′ N, 014° 40′ O | Klippitztörl                 |
| Klostertaler Gscheid                     | 0764             | Niederösterreich, A                     | Schwarzau im Gebirge – Gutenstein                | Straße                                          | 47° 49′ N, 015° 48′ O | Klostertaler Gscheid         |
| Koblberg                                 | 1044             | Oberösterreich, A                       | Liebenau – Liebenstein                           | Straße                                          | 48° 31′ N, 014° 48′ O | Koblberg                     |
| Koppenpass                               | 0690             | Oberösterreich – Steiermark, A          | Obertraun – Bad Aussee                           | Straße Eisenbahn                                | 47° 34′ N, 013° 43′ O | Koppenpass                   |
| Kreuzbergsattel                          | 1074             | Kärnten, A                              | Greifenburg – Weißbriach                         | Straße                                          | 46° 43′ N, 013° 15′ O | Kreuzbergsattel              |
| Kühtaisattel                             | 2017             | Tirol, A                                | Oetz – Sellrain                                  | Straße                                          | 47° 13′ N, 011° 02′ O | Kühtai-Sattel                |
| Lahnsattel                               | 1015             | Niederösterreich, A                     | Frein an der Mürz – Mariazell                    | Straße                                          | 47° 46′ N, 015° 29′ O | Lahnsattel Ortstafel         |
| Lienbachsattel                           | 1304             | Salzburg, A                             | Postalm – Pichl                                  | Straße                                          | 47° 38′ N, 013° 25′ O | Lienbachsattel               |
| Loiblpass Ljubelj                        | 1368             | Kärnten, A – Oberkrain, SLO             | Ferlach – Kranj                                  | Straße Autobahn-T                               | 46° 26′ N, 014° 15′ O | Loiblpass                    |
| Losenpass                                | 1139             | Vorarlberg, A                           | Dornbirn – Schwarzenberg                         | Straße                                          | 47° 25′ N, 009° 49′ O | Losenpass                    |
| Pass Lueg                                | 0552             | Salzburg, A                             | Golling an der Salzach – Tenneck                 | Straße Autobahn-T Eisenbahn-T                   | 47° 35′ N, 013° 12′ O | Pass Lueg                    |
| Nassfeldpass Passo Pramollo              | 1530             | Kärnten, A – Friaul-Julisch Venetien, I | Tröpolach – Pontebba (I)                         | Straße                                          | 46° 34′ N, 013° 17′ O | Nassfeldpass                 |
| Neumarkter Sattel                        | 0894             | Steiermark, A                           | Teufenbach – Mariahof                            | Straße Eisenbahn                                | 47° 07′ N, 014° 22′ O |                              |
| Niederalpl                               | 1221             | Steiermark, A                           | Wegscheid – Mürzsteg                             | Straße                                          | 47° 41′ N, 015° 23′ O | Niederalpl                   |
| Norbertshöhe                             | 1410             | Graubünden, CH – Tirol, A               | Martinsbruck – Nauders                           | Straße                                          | 46° 53′ N, 010° 29′ O | Norbertshöhe                 |
| Obdacher Sattel                          | 0955             | Steiermark – Kärnten, A                 | Weißkirchen in Steiermark – Wolfsberg            | Straße Eisenbahn                                | 47° 02′ N, 014° 43′ O | Obdacher Sattel              |
| Oberjochpass                             | 1178             | Bayern, D – Tirol, A                    | Bad Hindelang (D) – Tannheim (A)                 | Straße                                          | 47° 31′ N, 010° 26′ O | Oberjochpass                 |
| Ochsattel                                | 0864             | Niederösterreich, A                     | Hohenberg – Kalte Kuchl                          | Straße                                          | 47° 53′ N, 015° 38′ O | Ochsattel                    |
| Packsattel                               | 1169             | Kärnten – Steiermark, A                 | Twimberg – Köflach                               | Straße Autobahn                                 | 46° 58′ N, 014° 59′ O | Packsattel                   |
| Paulitschsattel Pavličevo sedlo          | 1388             | Kärnten, A - Untersteiermark, SLO       | Bad Eisenkappel – Logartal (SLO)                 | Straße                                          | 46° 26′ N, 014° 35′ O | Paulitschsattel              |
| Perchauer Sattel                         | 0995             | Steiermark, A                           | Scheifling – Neumarkt in Steiermark              | Straße                                          | 47° 07′ N, 014° 27′ O | Perchauer Sattel             |
| Pfaffensattel                            | 1372             | Steiermark, A                           | Steinhaus/Semmering – Rettenegg                  | Straße                                          | 47° 34′ N, 015° 49′ O | Pfaffensattel                |
| Pielachtaler Gscheid                     | 0841             | Niederösterreich, A                     | Frankenfels – Türnitz                            | Straße                                          | 47° 56′ N, 015° 26′ O | Pielachtaler Gscheid         |
| Pillerhöhe                               | 1559             | Tirol, A                                | Fließ / Kauns – Wenns                            | Straße                                          | 47° 07′ N, 010° 40′ O | Pillerhöhe                   |
| Plöckenpass Passo di Monte Croce Carnico | 1357             | Kärnten, A – Friuli-Venezia Giulia, I   | Kötschach-Mauthen – Paluzza (I)                  | Straße                                          | 46° 36′ N, 012° 57′ O | Plöckenpass                  |
| Pölshals                                 | 0815             | Steiermark, A                           | Pöls – Judenburg                                 | Straße                                          | 47° 13′ N, 014° 34′ O |                              |
| Pötschenpass                             | 0993             | Oberösterreich – Steiermark             | Bad Goisern – Bad Aussee                         | Straße                                          | 47° 37′ N, 013° 41′ O | Pötschenpass                 |
| Präbichl                                 | 1226             | Steiermark, A                           | Vordernberg – Eisenerz                           | Straße Museumsbahn                              | 47° 31′ N, 014° 57′ O | Präbichl                     |
| Preiner Gscheid                          | 1070             | Niederösterreich – Steiermark, A        | Reichenau an der Rax – Kapellen                  | Straße                                          | 47° 40′ N, 015° 43′ O | Preiner Gscheid              |
| Pretalsattel                             | 1068             | Steiermark, A                           | Veitsch – Turnau                                 | Straße                                          | 47° 35′ N, 015° 25′ O | Pretalsattel                 |
| Pyhrnpass                                | 0954             | Oberösterreich – Steiermark, A          | Spital am Pyhrn – Liezen                         | Straße Autobahn-T Eisenbahn-T                   | 47° 37′ N, 014° 17′ O | Pyhrnpass                    |
| Radlingpass                              | 0853             | Steiermark, A                           | Bad Aussee – Pichl-Kainisch                      | Straße                                          | 47° 35′ N, 013° 50′ O | Radlingpass                  |
| Radstädter Tauernpass                    | 1738             | Salzburg, A                             | Radstadt – Mauterndorf                           | Straße Autobahn-T                               | 47° 15′ N, 013° 34′ O | Radstädter Tauernpass        |
| Rechberg                                 | 0929             | Steiermark, A                           | Frohnleiten – Passail                            | Straße                                          | 47° 16′ N, 015° 25′ O | Rechberg                     |
| Rohrer Sattel                            | 0864             | Niederösterreich, A                     | Rohr im Gebirge – Gutenstein                     | Straße                                          | 47° 52′ N, 015° 48′ O | Rohrer Sattel                |
| Schaidasattel                            | 1068             | Kärnten, A                              | Zell-Schaida – Bad Eisenkappel                   | Straße                                          | 46° 29′ N, 014° 28′ O | Schaidasattel                |
| Schanzsattel Auf der Schanz              | 1171             | Steiermark, A                           | Stanz im Mürztal – Fischbach                     | Straße                                          | 47° 27′ N, 015° 36′ O | Schanzsattel                 |
| Scharnitzpass                            | 0955             | Bayern, D – Tirol, A                    | Mittenwald (D) – Seefeld (A)                     | Straße Eisenbahn                                | 47° 24′ N, 011° 16′ O |                              |
| Schiestelscharte (Nockalmstraße)         | 2027             | Kärnten, A                              | Innerkrems – Ebene Reichenau                     | Straße                                          | 46° 53′ N, 013° 48′ O | Schiestelscharte             |
| Schloffereck                             | 0943             | Steiermark, A                           | Miesenbach bei Birkfeld – Pöllau                 | Straße                                          | 47° 22′ N, 015° 47′ O | Schloffereck                 |
| Schnepfegg                               | 891              | Vorarlberg                              | Bizau - Schnepfau                                | Straße                                          | 47.3561755, 9.9474491 |                              |
| Schoberpass                              | 0849             | Steiermark, A                           | St. Michael – Liezen (Eisenbahn: Selzthal)       | Straße Autobahn Eisenbahn                       | 47° 27′ N, 014° 40′ O |                              |
| Schönfeldsattel                          | 1740             | Kärnten – Salzburg, A                   | Innerkrems – Bundschuh                           | Straße                                          | 46° 59′ N, 013° 46′ O | Schönfeldsattel              |
| Seebergsattel Jezerski vrh               | 1215             | Kärnten, A – Oberkrain, SLO             | Bad Eisenkappel – Kranj (SLO)                    | Straße                                          | 46° 25′ N, 014° 32′ O | Seebergsattel                |
| Seefelder Sattel                         | 1185             | Tirol, A                                | Zirl (A) – Mittenwald (D)                        | Straße                                          | 47° 19′ N, 011° 11′ O | Seefelder Sattel             |
| Semmering-Pass                           | 0984             | Niederösterreich – Steiermark, A        | Gloggnitz – Mürzzuschlag                         | Straße Autobahn-T Eisenbahn-T                   | 47° 38′ N, 015° 50′ O | Semmering-Pass               |
| Silzer Sattel                            | 1690             | Tirol, A                                | Haiming – Ochsengarten                           | Straße                                          | 47° 14′ N, 010° 56′ O | Silzer Sattel                |
| Soboth                                   | 1347             | Kärnten – Steiermark, A                 | Lavamünd – Eibiswald                             | Straße                                          | 46° 40′ N, 015° 01′ O | Sobother Sattel              |
| Sölkpass                                 | 1788             | Steiermark, A                           | Gröbming – Murau                                 | Straße                                          | 47° 17′ N, 014° 05′ O | Sölkpass                     |
| Staller Sattel Passo di Stalle           | 2052             | Tirol, A – Südtirol, I                  | St. Jakob im Defereggental – Antholz (I)         | Straße                                          | 46° 53′ N, 012° 12′ O | Staller Sattel               |
| Steirischer Seeberg                      | 1246             | Steiermark, A                           | Gußwerk – Dörflach                               | Straße                                          | 47° 38′ N, 015° 17′ O | Steirischer Seeberg          |
| Straßegg                                 | 1170             | Steiermark, A                           | Gasen – St. Erhard                               | Straße                                          | 47° 23′ N, 015° 32′ O | Straßegg                     |
| Pass Strub                               | 0675             | Salzburg – Tirol, A                     | Lofer – Waidring                                 | Straße                                          | 47° 35′ N, 012° 40′ O | Pass Strub                   |
| Pass Thurn                               | 1274             | Salzburg – Tirol, A                     | Mittersill – Kitzbühel                           | Straße                                          | 47° 18′ N, 012° 25′ O | Pass Thurn                   |
| Timmelsjoch Passo di Rombo               | 2474             | Tirol, A – Südtirol, I                  | Obergurgl – St. Leonhard in Passeier (I)         | Straße                                          | 46° 54′ N, 011° 06′ O | Timmelsjoch                  |
| Triebener Tauern                         | 1274             | Steiermark, A                           | Trieben – Möderbrugg                             | Straße                                          | 47° 26′ N, 014° 29′ O | Triebener Tauern             |
| Turracher Höhe                           | 1795             | Steiermark – Kärnten, A                 | Predlitz-Turrach – Reichenau (Kärnten)           | Straße                                          | 46° 55′ N, 013° 53′ O | Turracher Höhe               |
| Ursprungpass                             | 0836             | Bayern, D – Tirol, A                    | Bayrischzell (D) – Thiersee (A)                  | Straße                                          | 47° 37′ N, 012° 01′ O | Ursprungpass                 |
| Wechsel                                  | 0980             | Niederösterreich – Steiermark, A        | Grimmenstein – Pinggau                           | Straße Eisenbahn-T                              | 47° 31′ N, 016° 03′ O | Wechsel                      |
| Weinebene                                | 1668             | Steiermark, A                           | Wolfsberg – Deutschlandsberg                     | Straße                                          | 46° 50′ N, 015° 01′ O | Weinebene                    |
| Windische Höhe                           | 1110             | Kärnten, A                              | Matschiedl – Kreuzen                             | Straße                                          | 46° 38′ N, 013° 33′ O | Windische Höhe               |
| Wurzenpass Korensko sedlo                | 1073             | Kärnten, A – Oberkrain, SLO             | Villach – Kranjska Gora (SLO)                    | Straße                                          | 46° 31′ N, 013° 45′ O | Wurzenpass                   |
| Zellerrain                               | 1121             | Niederösterreich – Steiermark, A        | Maierhöfen – Mariazell                           | Straße                                          | 47° 48′ N, 015° 13′ O | Zellerrain                   |

* Teilstrecke eingestellt